# Епархия Се
Епархия Се (лат. Dioecesis Sagiensis, фр. Diocèse de Séez) — епархия в составе архиепархии-митрополии Руана Римско-католической церкви во Франции. В настоящее время епархией управляет епископ Жак Абер.
Клир епархии включает 166 священников (137 епархиальных и 29 монашествующих священников), 17 диаконов, 40 монахов, 286 монахинь.
Адрес епархии: 23 rue Conte, B.P. 25, 61500 Sées, France.

## Территория
В юрисдикцию епархии входит 37 приходов в департаменте Орн во Франции.
Кафедра епископа находится в городе Се (Sées) в церкви Нотр Дам де Се. В городе Се также находятся базилики Нотр Дам де Иммакюле Консепсьон и Нотр Дам де Монлижеон, освященные в честь Пресвятой Девы Марии.

## История
Кафедра Се была основана во второй половине V века. По преданию, первым епископом Се был святой Лятуэн. Вероятно в начале резиденция епископа находилась в Эксме. В 541 году епископ Пассев перенес кафедру в Се.
В средние века епископы Се пользовались в епархии собственным церемониалом, который сохранялся до XVII века.
В 1547 году капитул при соборе, который с 1131 года следовал правилу святого Августина, буллой Папы Павла III был реорганизован.
После конкордата 1801 года буллой Qui Christi Domini Папы Пия VII от 29 ноября 1801 года в состав епархии Се вошла часть территории упраздненной епархии Лизье и несколько приходов из епархий Байё, Шартра и Ле-Мана.В то же время епархия Се уступила часть своей территории епархии Эврё.
В 1844 году епископ Шарль-Фредерик Руссель состав правила, регулирующий административное управление епархией, которые оставались в силе вплоть до Второго Ватиканского собора.

## Ординарии епархии
- святой Латвин (V век);
- святой Сигисбольд (460);
- святой Ландерик[англ.] (460);
- Нил (Хилл) (V век);
- Губерт (500);
- Литард (упоминается в 511);
- Пассив (533—549);
- Леудобальд (567—573);
- Хильдебранд I (575);
- Родоберт (упоминается в 596);
- Марцелл (упоминается в 614);
- Амлакарий (647—653);
- Майллард (упоминается в 669);
- Роберт I (672);
- святой Ревериан (682);
- святой Анноберт (689—706);
- Родоберт (706);
- Гуго I (VIII век);
- святой Равенгер (750);
- святой Лотарь (756);
- святой Хродеганг (770);
- святой Герард (775—805);
- Регинальд (811);
- Ингельном (833);
- Саксобольд (840—852);
- Хильдебран II (853—880);
- Святой Аделен (881—916);
- Роберт II (X век);
- Бенедикт (X век);
- Азон Достопочтенный (986—1006);
- Сигфруа (1010—1022);
- Радбо (1023—1030);
- Ришар I (1030—1035);
- Ив де Беллем (1035—1070);
- Робер III де Рье (1070—1081);
- Жерар I (1082 — 23.01.1091);
- Серлон д’Oржер (1091 — 27.10.1123);
- Жан I де Нёвиль (1124—1143);
- Жерар II (1144 — 29.03.1157);
- Фроже (1157 — 12.09.1184);
- Лизьяр (1188 — 24.09.1201);
- Сильвестр (25.06.1202 — 26.06.1220);
- Жерве I де Кикесте (Джарвис Чичестерский) (20.12.1220 — 28.12.1228);
- Юг II (1229 — 12.09.1240);
- Жоффруа де Майе (1240/1241 — 30.01.1258);
- Тома д’Ону (20.12.1258 — 15./17.06.1278);
- Жан II де Берньер (1278 — 15.04.1294);
- Филипп Ле Буланже (21.10.1295 — 01.04.1315);
- Ришар II де Сантийи (1315 — 23.10.1319);
- Гильом I Може (1320/1321 — 22.01.1356);
- Жерве II де Белло (14.11.1356 — 1363);
- Гильом II де Рансе (05.05.1363 — 1379) — доминиканец;
- Грегуар Ланглуа (27.07.1379 — 13.05.1404);
- Пьер I де Бобле (16.09.1405 — 16.05.1408);
- Жан III (1408—1422);
- Робер IV де Рувр (11.12.1422 — 06.03.1433) — назначен епископом Мажюлона;
- Тибо Лемуан (1433—1434);
- Жан IV Шевалье (21.05.1434 — 06.08.1438);
- Жан V де Перюс д’Эскар (1438 — 04.06.1454);
- Робер V де Корнегрю (02.10.1454 — 04.05.1478) — назначен епископом Сидона;
- Этьенн Гупийон (04.05.1478 — 19.12.1493);
- Жиль де Лаваль (19.12.1493 — 03.10.1502);
- Клод д'Юссон (01.12.1503 — 1510) — назначен епископом Пуатье;
- Жак де Сийи (17.03.1511 — 24.04.1539);
- Николя Дангю (09.06.1539 — 12.08.1545) — назначен епископом Манда;
- Пьер II Дюваль (08.06.1545 — 13.10.1564);
- Луи дю Мулине (17.11.1564 — 1600);
- Клод де Моренн (23.10.1600 — 02.03.1606);
- Жан Берто (05.03.1607 — 08.06.1611);
- Жак Сюар (09.01.1612 — 30.05.1614) — францисканец;
- Жак Камю де Понкарре (30.05.1614 — 04.11.1650);
- Франсуа де Руксель де Медави (25.09.1651 — 24.08.1671) — назначен архиепископом Руана;
- Жан де Форкоаль (16.05.1672 — 27.02.1682);
- Матюрен Савари (24.03.1692 — 19.08.1698);
- Луи д’Aкен (30.03.1699 — 17./22.05.1710);
- Доминик-Барнабе Тюрго де Сен-Клер (10.11.1710 — 18.12.1727);
- Жак-Шарль-Александр Лаллеман (15.12.1728 — 06.04.1740);
- Луи-Франсуа Неэль де Кристо (11.11.1740 — 08.09.1775);
- Жан-Батист дю Плесси д’Aржантре (18.12.1775 — 29.11.1801);
- Иларьон-Франсуа де Шевинье де Буашолле (09.04.1802 — 12.02.1812);
- Гийом-Андре-Рене Бастон (1813—1815);
- Франсуа-Габриель де Шё дю Репа (1816);
- Алексис Соссоль (08.08.1817 — 07.02.1836);
- Меллон де Жолли (25.05.1836 — 19.11.1843) — назначен архиепископом Санса;
- Шарль-Фредерик Русселе (26.11.1843 — 01.12.1881);
- Франсуа-Мари Трегаро (01.12.1881 — 06.01.1897);
- Клод Бардель (14.04.1897 — 16.02.1926);
- Остав-Луи Паске (21.06.1926 — 31.03.1961);
- Андре-Жан-Батист Пьоже (31.03.1961 — 24.07.1971);
- Анри-Франсуа-Мари-Пьер Деруэ (24.07.1971 — 10.10.1985) — назначен епископом Арраса;
- Ив-Мария-Ги Дюбижон (22.08.1986 — 25.04.2002);
- Жан-Клод Буланже (25.04.2002 — 12.03.2010) — назначен епископом Байё;
- Жак Абер (с 28 октября 2010 года — по настоящее время).

## Статистика
На конец 2010 года из 294 600 человек, проживающих на территории епархии, католиками являлись 273 800 человек, что соответствует 92,9 % от общего числа населения епархии.
| год  | население | население | население | священники | священники        | священники         | священники                           | постоянные диаконы | монахи  | монахи  | приходы |
| год  | католики  | всего     | %         | всего      | белое духовенство | черное духовенство | число католиков на одного священника | постоянные диаконы | мужчины | женщины | приходы |
| ---- | --------- | --------- | --------- | ---------- | ----------------- | ------------------ | ------------------------------------ | ------------------ | ------- | ------- | ------- |
| 1950 | 271.000   | 273.181   | 99,2      | 451        | 447               | 4                  | 600                                  |                    | 30      | 70      | 513     |
| 1969 | 280.000   | 288.524   | 97,0      | 471        | 411               | 60                 | 594                                  |                    | 75      | 1.211   | 197     |
| 1980 | 270.000   | 293.600   | 92,0      | 366        | 338               | 28                 | 737                                  |                    | 40      | 900     | 508     |
| 1990 | 281.815   | 295.472   | 95,4      | 283        | 251               | 32                 | 995                                  |                    | 52      | 478     | 509     |
| 1999 | 271.000   | 288.700   | 93,9      | 199        | 183               | 16                 | 1.361                                | 6                  | 50      | 326     | 40      |
| 2000 | 274.000   | 292.337   | 93,7      | 210        | 173               | 37                 | 1.304                                | 9                  | 64      | 311     | 40      |
| 2001 | 274.000   | 292.337   | 93,7      | 201        | 169               | 32                 | 1.363                                | 9                  | 60      | 292     | 40      |
| 2003 | 274.000   | 293.506   | 93,4      | 196        | 162               | 34                 | 1.397                                | 10                 | 57      | 416     | 40      |
| 2004 | 274.000   | 293.912   | 93,2      | 182        | 158               | 24                 | 1.505                                | 12                 | 45      | 404     | 40      |
| 2010 | 273.800   | 294.600   | 92,9      | 166        | 137               | 29                 | 1.649                                | 17                 | 40      | 286     | 37      |